# Ålsta
Ålsta är en av SCB avgränsad och namnsatt småort i sydöstra delen av Upplands-Bro kommun. Småorten omfattade bebyggelse norr om gården Ålsta där den östra delen av bebyggelsen 1990 ingick i småorten Sylta. Bebyggelsen klassades från 2015 till 2023 som del av tätorten Kungsängen
, för att 2023 klassas som separat småort.